# Torre Annunziata
Torre Annunziata est une ville de la ville métropolitaine de Naples dans la région Campanie en Italie.

## Géographie
Torre Annunziata est une station balnéaire et thermale (les Terme vesuviane, étaient déjà actifs à l'époque romaine) située au pied du Vésuve et face au golfe de Naples.

## Histoire

### Les fouilles d'Oplontis

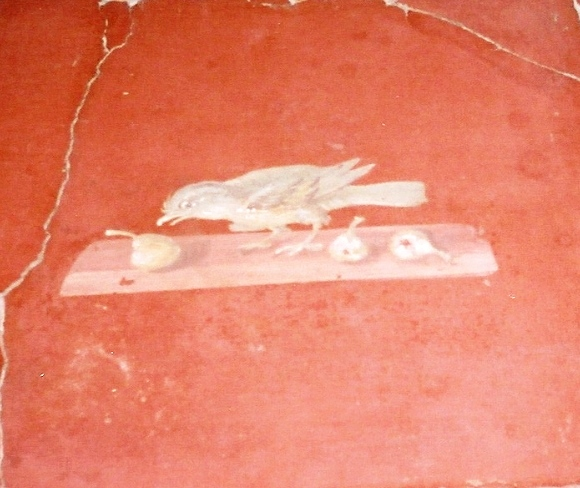
Fresque des fouilles archéologiques d'Oplontis.

La table de Peutinger situe le site antique d'Oplontis sur le territoire de Torre Annunziata. 
Entre 1964 et 1984 a été mise au jour une fastueuse villa de l'époque romaine (Ier siècle av. J.-C.) présumée avoir appartenu à la Gens Poppea et peut-être à Poppée, la seconde épouse de Néron. Plus récemment une autre imposante construction, la Villa de Crassus, a été découverte et les fouilles ont révélé la présence de bijoux ouvragés selon une admirable technique d'orfèvrerie.
Le site d'Oplontis, enseveli sous l'éruption du Vésuve en 79, est compris dans la zone archéologique de Pompéi, Herculanum et Torre Annunziata inscrite par l'Unesco sur la liste du patrimoine mondial en 1997.

## Économie
Torre Annunziata fut jusqu'à un passé récent le siège d'industries mécaniques et alimentaires avec, dans les années 1950, plusieurs centaines de fabriques de pâtes dont il reste une seule entreprise, Pasta Setaro.
Elle abrite aujourd'hui des industries nautiques et pharmaceutiques.

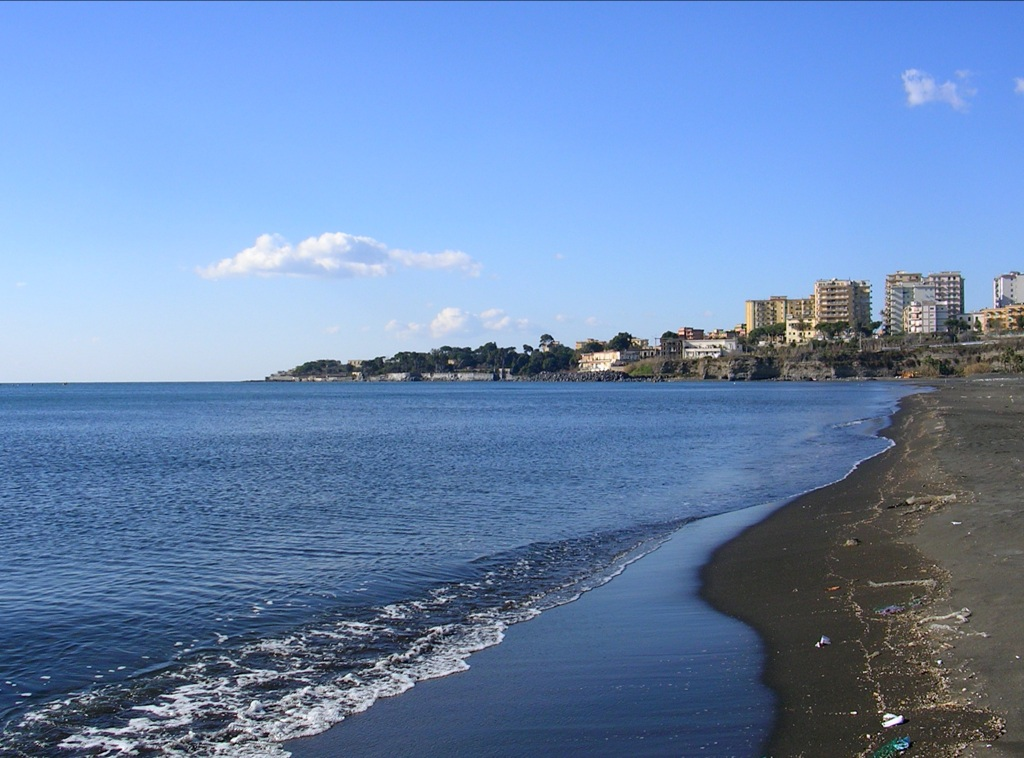
Torre Annunziata.

C'est une ville très densément peuplée.

## Sport
La ville possède plusieurs installations sportives, dont le Stade Alfredo Giraud, qui accueille principale équipe de football de la ville, l'US Savoia.

## Personnalités
- Giuseppe Caso (1998-), footballeur italien,
- Ernesto Cesàro (1859 - 1906), mathématicien italien,
- Paolo Morrone, (1854 - 1937), ministre de la guerre,
- Dino De Laurentiis (1919 - 2010), producteur de films,
- Luigi De Laurentiis (1917 - 1992), producteur de films,
- Ciro Immobile (1990) footballeur,
- Giancarlo Siani (1959-1985), journaliste italien assassiné par la camorra pour avoir notamment démasqué la corruption du maire de la ville.

## Administration
| Période                                  | Période  | Identité       | Étiquette       | Qualité |
| ---------------------------------------- | -------- | -------------- | --------------- | ------- |
| 29 mai 2007                              | En cours | Giosuè Starita | Centro-Sinistra |         |
| Les données manquantes sont à compléter. |          |                |                 |         |

### Hameaux
Rovigliano

### Communes limitrophes
Boscoreale, Boscotrecase, Castellammare di Stabia, Pompei, Torre del Greco, Trecase

## Jumelages
- La Ciotat (France)
- Emmendingen (Allemagne)
- Bénévent (Italie)